# Муреа
Муреа (фр. Moorea, таит. Mo’orea) — один из Наветренных островов архипелага Острова Общества во Французской Полинезии в Тихом океане, расположенный в 17 км к северо-западу от Таити.

## География

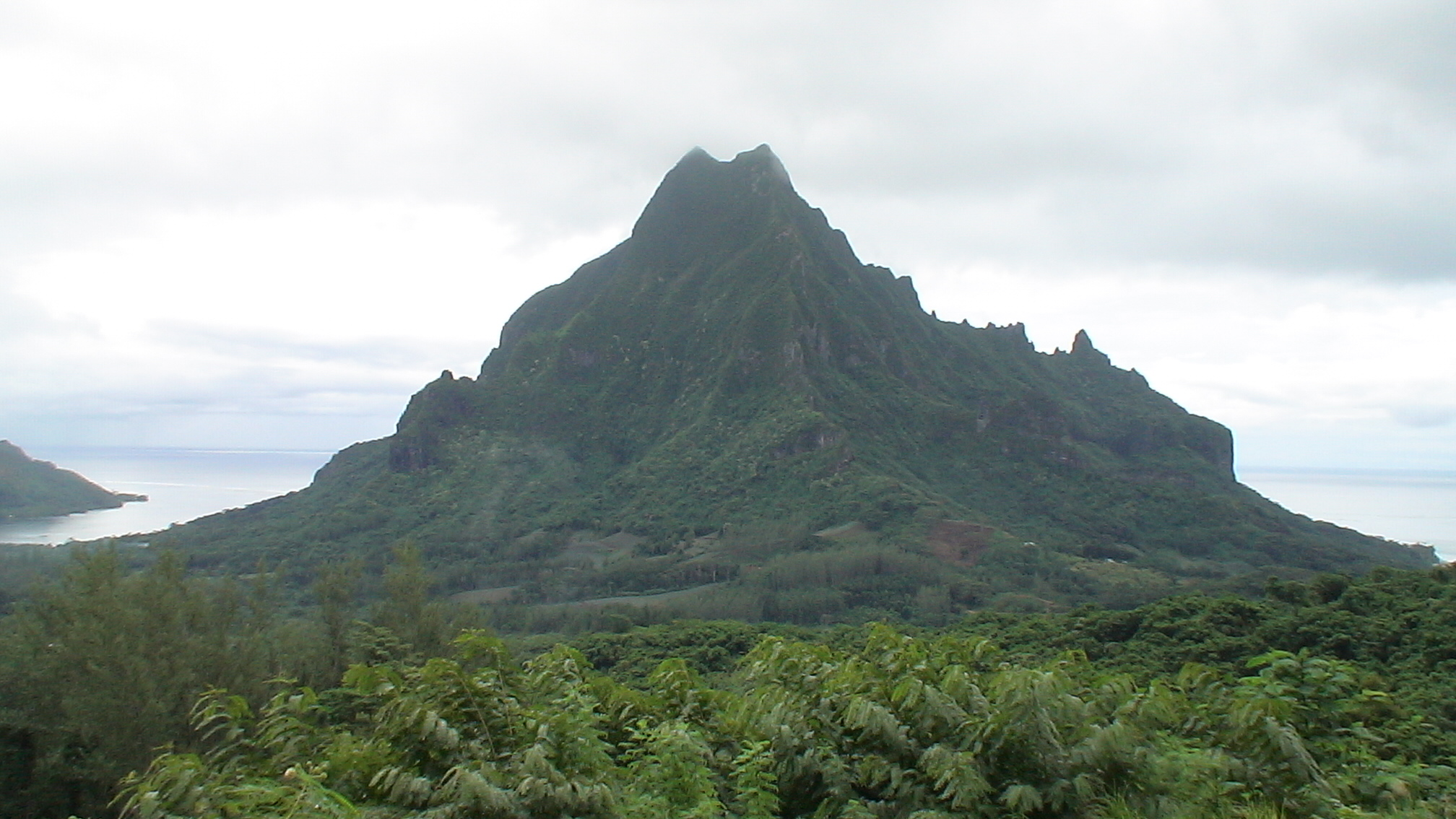
Вид на гору Ротуи, которая отделяет бухту Опуноху от бухты Кука

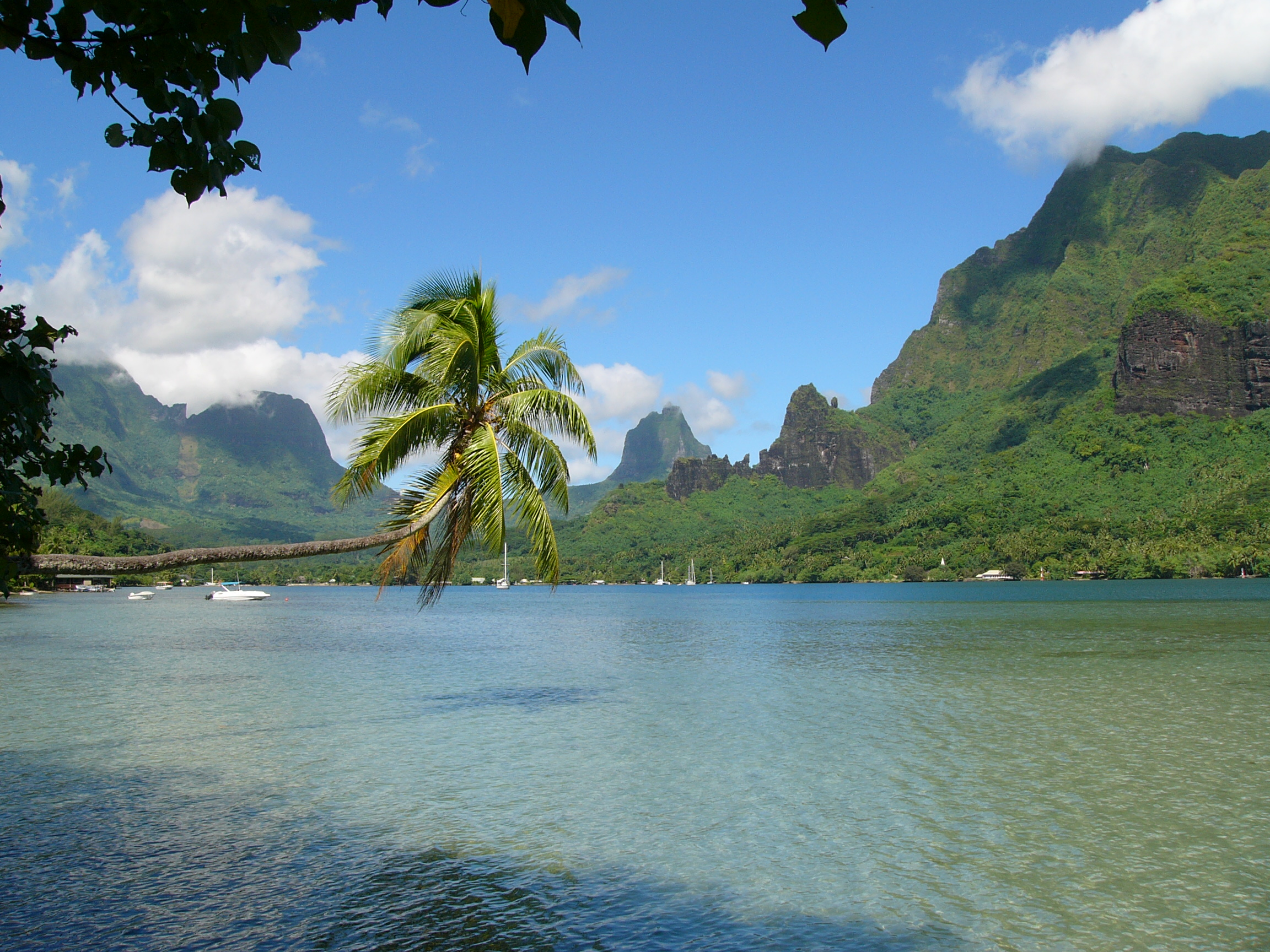
Бухта Кука.

Муреа представляет собой остров вулканического происхождения, состоящий из центрального острова, окружённого моту (образуют 12 проходов). Остров имеет треугольную форму, с двумя крупными бухтами (Опуноху и бухта Кука) на северной грани и одной небольшой (Ваиаре) на восточной. Площадь острова составляет 133,50 км².
| Название  | Транскрипция | Высота (м) |
| --------- | ------------ | ---------- |
| Tohiea    | Тохиеа       | 1207       |
| Rotui     | Ротуи        | 899        |
| Mouaroa   | Моуароа      | 880        |
| Mouaputa  | Моуапута     | 830        |
| Tearai    | Теараи       | 770        |
| Tautuapae | Тауеуапае    | 769        |
| Fairurani | Фаирурани    | 741        |
| Matotea   | Матотеа      | 714        |

## Административное деление
Острова Муреа и Маиао образуют коммуну Муреа-Маиао, которая входит в состав административного подразделения Наветренные острова.
| Остров или риф      | Площадь суши, км² | Площадь лагуны, км² | Население, чел. (2007) | Административный центр |
| ------------------- | ----------------- | ------------------- | ---------------------- | ---------------------- |
| Муреа               | 134               | —                   | 16 191                 | Афаретю                |
| Маиао               | 9                 | —                   | 299                    |                        |
| Коммуна Муреа-Маиао | 143               | —                   | 16 490                 | Афаретю                |

## Население
По состоянию на 2007 год, население острова — 16 191 человек. Средняя плотность населения — 121,28 человек/км². Население острова, в основной своей массе, распределено между поселениями Теаваро, Махарепе, Паопао (крупнейший населённый пункт острова), Папетоа, Аапити и Афаретю ет Вайар.

## Экономика
Экономика острова практически полностью основана на туризме. Приблизительно треть всех посетителей Французской Полинезии находятся на Муреа, в виду чего Муреа, совместно с Бора-Бора и Таити, считается туристическим центром региона. Отдыхающим предлагаются, в основном, водные виды развлечений, такие как ныряние с аквалангом, наблюдение за подводным миром, кормление акул и прочее. Наземная развлекательная программа ограничивается, в основном, прогулками среди садов и походами в горы.
Сельскохозяйственная деятельность ограничивается выращиванием ананасов и производством копры. До Второй мировой войны основными продуктами сельского хозяйства являлись ваниль и кофе.

## Транспорт

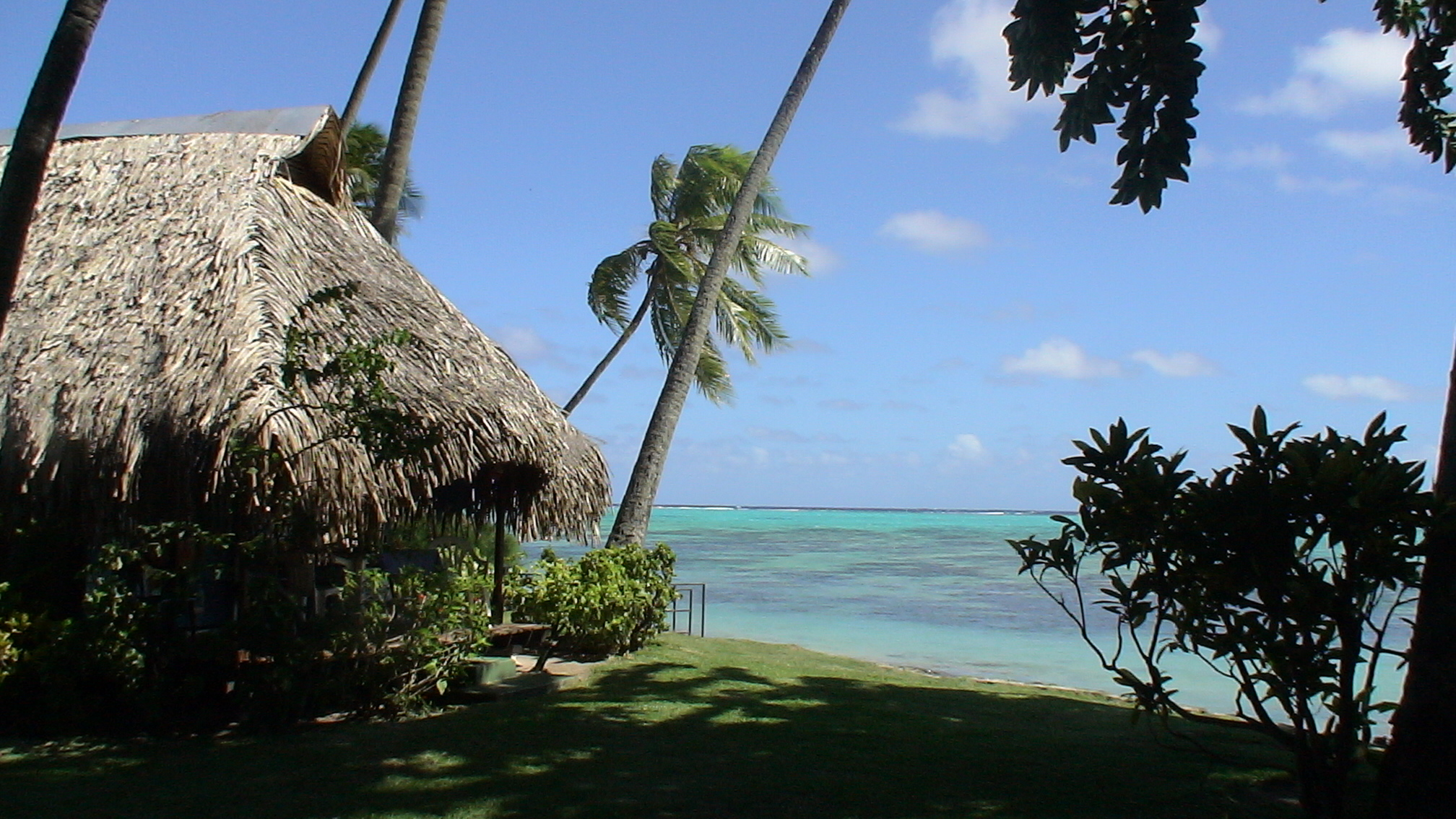
Вид на пляж и лагуну со стороны одного из отелей.

Остров опоясывает асфальтированная автомобильная дорога (протяжённостью порядка 60 километров), по которой ходит общественный транспорт (грузовики, переоборудованные в автобусы). На северо-восточной оконечности острова есть аэродром, из которого совершаются рейсы на Таити (продолжительность полёта около семи минут). Бухты острова судоходны и между Муреа и Таити установлено регулярное морское сообщение (быстроходные катера проходят расстояние между островами за 30 минут, а паром за 1 час).